# Immaculata-szobor (Makó)

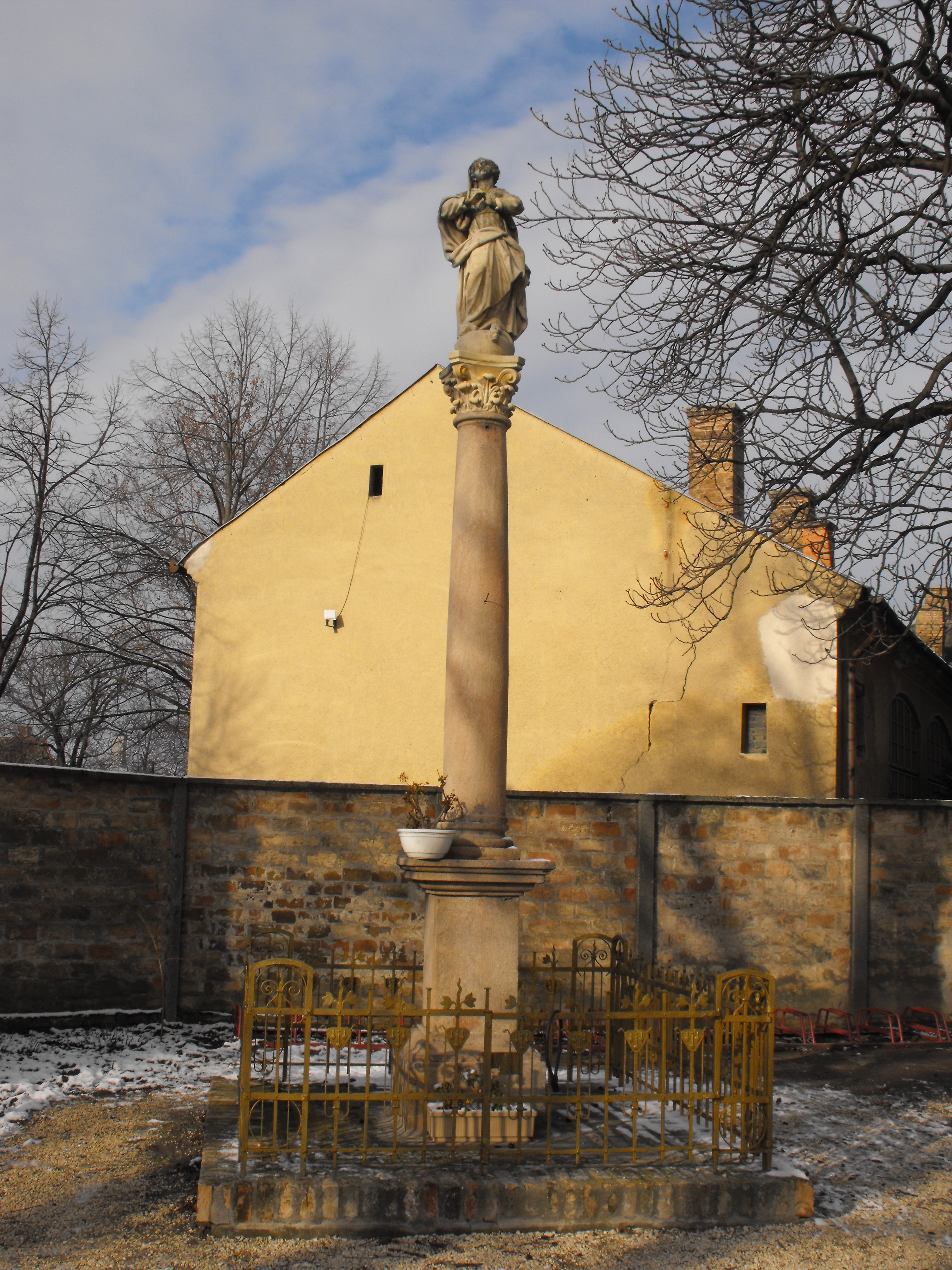
A szobor

A makói Immaculata-szobor (Szeplőtelen fogantatás-szobor) a Szent István-plébániatemplom kertjében található.
A műemléki védelem alatt álló szobrot (száma a műemlékjegyzékben 2743) 1760 körül állították fel a parókia előtti téren. A nép kőképnek, kűképnek nevezte, Giba Antal 1824-es térképén a helyet B[oldogságos] Szűz-Anya képe felirattal látta el. Az 1754-es térkép még nem ábrázolja, először Vertics József 1778. évi úrbéri térképe jelöli.

## Története
A szobrot minden valószínűség szerint az 1718-ban téglából épült templom elé helyezték el, melyet mára lebontottak. Eredetileg magas lábazatra helyezett, kannelúra nélküli kompozit oszlopon állt, Szűz Mária fejét glória díszítette. Az 1835-ös Caninica visitatioból tudjuk, hogy az első kőből készült szobor volt, és a hívek adakozásából tartották fönn. Állításának ideje, az adományozóó kiléte ekkorra már feledésbe merült. Külön körmenetet a szoborhoz nem vezettek, de a hívő emberek templomlátogatáskor, vagy az onnan való távozáskor szoktak magánájtatoskodásokat végezni. A 20. század elején babafejes, festett léckerítéssel vették körbe. A városi tanács az 1960-as évek elején a szobor és a plébánia közötti téren sportpályát kívánt létesíteni, ezért az egyház kénytelen volt azt a templomkertben, az apszis mellé helyezni.
A szerkezetileg jól komponált alkotást, a négyzet keresztmetszetű lábazat hangsúlyos párkánya zárja le. Erre helyezték a karcsú kompozit fejezetű oszlopot.  Mária földgömbön áll, fölfelé tekint, fején tizenkét csillaggal a koronája. Arca kimondottan szép, tipikusan magyar női arc; a ruharedőzet anatómiai tökéletességgel követi a testet. Anyaga minden bizonnyal  a Pilis kőbányáiból származó, úgynevezett brescsás, zárványos, tehát nem homogén szerkezetű homokkő. A 18-19. századra a IV. Szixtusz-féle búcsúcédulák már a múlté lettek, de az előtte való rövid ájtatoskodás megmaradt a nép körében.
A szobrot a több rétegű festék fedte, a mázolás konzerválta, és védte az időjárás viszontagságaitól. Az első világháború idejéből származó fénykép még kitűnő állapotúnak mutatja. A templom szentélyéhez áthelyezve az emlékmű az árnyékos, széltől nem járt helyen pusztulni kezdett. Ezért az egyház 1999-ben megbízta Fésűs Károly szoborrestaurátort a műemlék helyreállításával. A kőszilárdítás, telítés, a plasztikai részek rekonstrukciója, és a szennyeződésektől való megtisztítás a német Remmers cég kőrestaurátori anyagával készült. A nagyobb hiányok pótlása rozsdamentes acél vázat kapott, ezeket furatokkal ragasztották be a kőanyagba.
A helyreállítás után a Mária-szobor a templom udvarában, a bejárati ajtótól balra lett felállítva. Újbóli felszentelését Gyulay Endre szeged-csanádi püspök 2000. december 13-án végezte; az eseményen részt vett Habsburg Ottó is, aki mécsest helyezett el az emlékmű talapzatán.